# HONZ
HONZは、日本のオンライン書評サイトである。2011年7月15日に元マイクロソフト日本法人社長である成毛眞が設立。ノンフィクションに特化した書評サイトの創設とアマチュア書評家の発掘、多様な視点の提供、読書文化の新たな形の提案することを目的としている。

## 概要
HONZは単なる書評サイトではなく、読むに値する本を紹介することに特化し、厳選された読み手が多数の本を読み、その中から1冊を選んで紹介するという独自の方式を採用している。

### 書評の対象
HONZが扱う本の範囲は、小説を除くすべての分野に及び、出版から3か月以内の新刊書に限定されている。
- サイエンス、歴史、社会、経済、医学、教育、美術、ビジネスなど
- 自己啓発書とIT専門書は対象外

### サイトの特徴
1. 出版文化の紹介：ベストセラーだけでなく、丹念に作られた本や、有名ではないが個性的な著者の作品も紹介する。
2. 独自の視点：独特の視点から選んだブックリストや、編集者の思い入れなども紹介している。[2]
3. 読者参加型：HONZは読者も出版文化の一員と考え、本の世界を共に楽しむことを目指す。[2]